# Cordelia (almafajta)
A Cordelia hazai nemesítésű almafajta, mely betegségekkel szembeni ellenállóságával és kiváló beltartalmi értékeivel hívja fel magára a figyelmet. Sokoldalú felhasználhatóság jellemzi, így üzemi, árutermelő fajtaként és házikerti termesztésre is alkalmas.
Gyümölcse nagy, alapszíne sárgászöld, pirossal fedett, enyhén csíkozott. Gyümölcshúsa krémszínű, szilárd, roppanó, közepesen lédús, savas-édes, kellemes ananászos zamattal.
Nevét Cordelia kelta istenségről kapta, a tavasz, a virágok és tündérek istennőjéről.

## Története
Nemesítése a Budapesti Corvinus Egyetem Kertészettudományi Karán (ma Magyar Agrár- és Élettudományi Egyetem) zajlott, nemesítői Tóth Magdolna és Veres Emese voltak, akik a Prima és a Granny Smith fajták keresztezésével hozták létre. A keresztezésre 1993-ban került sor, a magoncokat ezután üvegházakban nevelték, ahol tesztelték a különböző betegségekre való fogékonyságukat, ez alapján történt a szelekció. Az ellenálló vonalak felszaporítása után 2012-ben kapott állami elismerést a fajta. 2013-ban közösségi fajtaoltalomban részesült.

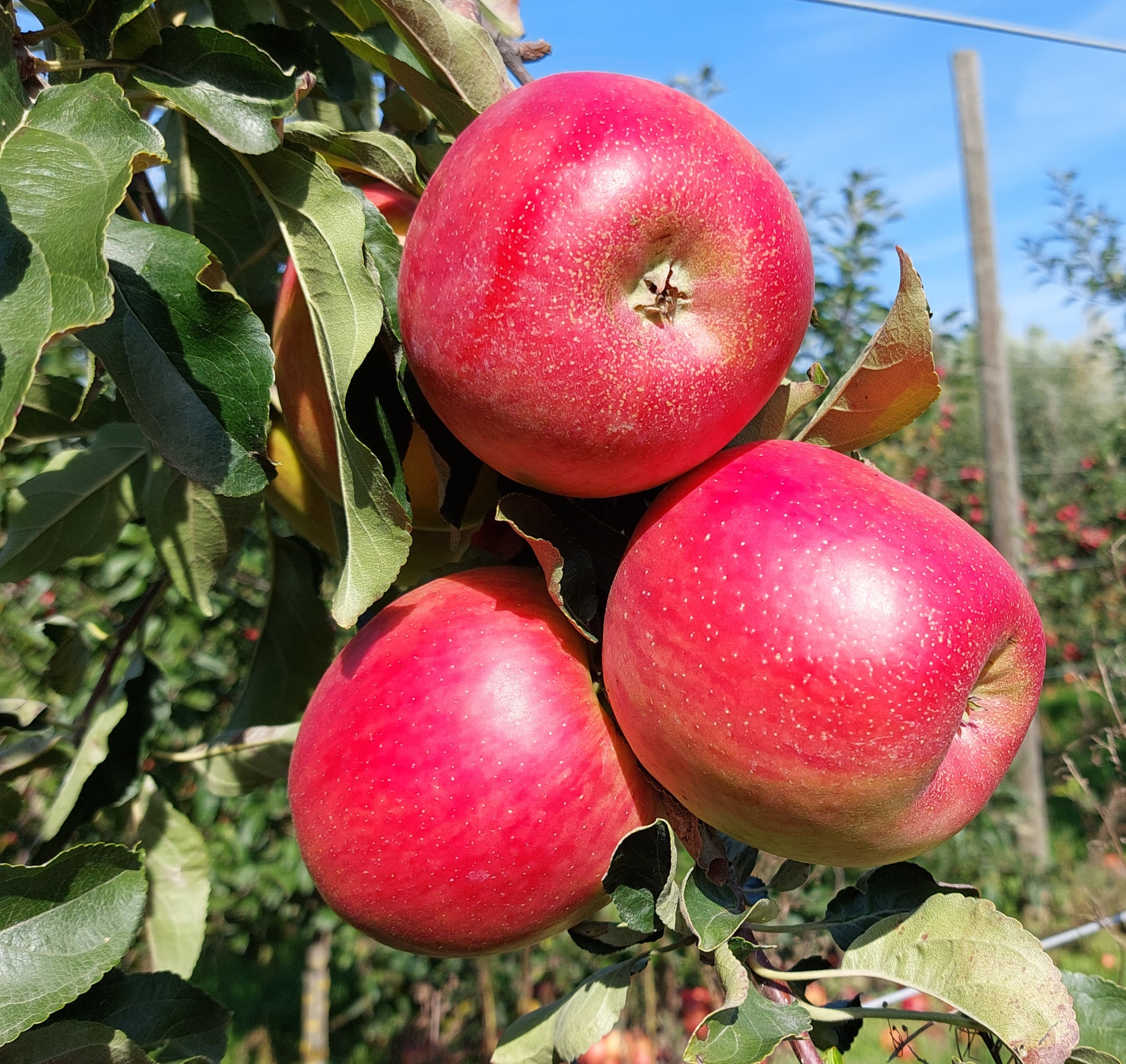
Cordelia almafajta

## Jellemzői
Fája középerős növekedésű, ágrendszere lehajló. A fák fejlődésük korai szakaszán nagyon eltérő ütemben fejlődhetnek, később ez mérséklődik. Vesszője vékony és ízköze rövid.
Gyümölcse nagy, kissé megnyúlt. Héja nem hamvas, kissé zsíros tapintású. Alapszíne sárgászöld, amely közepes mértékben kiterjedt piros fedőszínnel mosott és halványan csíkozott. Húsa krémszínű, kemény, roppanó, édes-savas ízű, zamatos.

## Termesztési sajátosságai
Korán termőre fordul és jó termőképességű. Gyümölcse néhány évjáratban nagyon nagy méretet is elérhet. Megfelelő kalcium ellátottságról gondoskodni kell. A szüret a gyümölcsök színeződésétől függően több menetben történhet. A virágok fagytűrőképessége közepes, a Gala fajtáéhoz hasonló

### Rezisztencia
A venturiás varasodással és lisztharmattal szemben ellenálló. Tűzelhalással szemben hajtása mérsékelten ellenálló, virágai csak nagy fertőzési nyomás esetén fertőződhetnek. Ellenállóságából adódóan növényvédelmének költségei elmaradnak a hagyományos fajtákétól.

## Felhasználása
Friss fogyasztásra és élelmiszeripari feldolgozásra egyaránt alkalmas, sűrítmény, aszalvány és püré egyaránt jó minőségben készíthető belőle. Nagyfokú ellenállóságának köszönhetően integrált és ökológiai gyümölcstermesztésbe, valamint házikerti termesztésre egyaránt alkalmas.